# 中甸马兜铃
中甸马兜铃（学名：Aristolochia zhongdianensis）是马兜铃科马兜铃属下的一个种。其种加词“zhongdianensis”意为“云南省迪庆藏族自治州中甸（现为香格里拉市）的”。为中国的特有植物。分布于中国大陆的云南、四川。
叶三角形, 长约2厘米, 边缘常波状; 花被外面黄白色, 舌片长三角形至三角形, 内面黄色。